# Marietta Blau
Marietta Blau (Viena, 29 de abril de 1894 - Viena, 27 de enero de 1970) fue una física austríaca.

## Biografía
Blau nació en Viena, en una familia judía de clase media, hija del abogado y editor de música Mayer (Markus) Blau y su esposa Florentine Goldzweig. Luego de obtener el certificado general de educación de las escuela para mujeres administrada por la Asociación para la Educación Extendida de Mujeres, estudió física y matemática en la Universidad de Viena entre 1914 y 1918; obtuvo su PhD en marzo de 1919. Blau es reconocida por haber desarrollado emulsiones (fotográficas) radiactivas que han sido usadas con éxito para capturar gráficamente y medir con exactitud partículas y eventos de alta energía. Además, esto estableció un método para medir con exactitud reacciones causadas por acontecimientos que generan radiación cósmica. Sus emulsiones radicativas adelantaron significativamente el campo de física de partículas. Gracias a su trabajo, fue nominada para el Premio Nobel de 1950 en física por Erwin Schrödinger.

## Antes de la Segunda Guerra Mundial
Entre 1919 y 1923, Blau trabajó en varias instituciones industriales y universitarias de investigación en Austria y Alemania; en 1921, se muda a Berlín para trabajar con un fabricante de tubos de rayos x, una posición que dejó posteriormente para desempeñarse como asistente en el Instituto de Física Médica en la Universidad de Fráncfort del Meno. Desde 1923, trabajó como una científica ad honorem en el Instituto para Investigación del Radio, hoy llamado Instituto Stefan Meyer de Física Subatómica, que forma parte de la Academia Austríaca de Ciencias en Viena. Una beca de la Asociación Austríaca de Mujeres Universitarias hizo posible que Blau continuara su investigación en Göttingen y París (1932-1933).
Durante sus años de Viena, el interés principal de Blau era el desarrollo del método fotográfico para detección de partículas subatómicas. Los objetivos metódicos que perseguía eran la identificación de partículas, en particular partículas alfa y protones, y la determinación de su energía basada en las características de los rastros dejados en las emulsiones fotográficas; Blau desarrolló una técnica de emulsión fotográfica utilizada en el estudio de rayos cósmicos, siendo la primera científica en usar emulsiones radicativas para detectar neutrones. Por este trabajo, Blau y su otrora alumna Hertha Wambacher recibieron el Premio Lieben de la Academia Austríaca de Ciencias en 1937. Este fue su mayor éxito cuando, también en 1937, ella y Wambacher descubrieron "estrellas de desintegración" en las placas fotográficas que habían sido expuestas a radiación cósmica a una altitud de 2.300 metros (≈7.500 pies) sobre el nivel de mar. Estas estrellas son los patrones de pistas de partículas de reacciones nucleares (espalación) de partículas de rayo cósmico con núcleos de la emulsión fotográfica.
Debido a su origen judío, Blau tuvo que salir de Austria en 1938, un hecho que causó una pausa severa en su carrera científica. Primero se fue a vivir a Oslo. Después, gracias a la intercesión de Albert Einstein, obtuvo una cátedra en el Instituto Politécnico Nacional en Ciudad de México y más tarde en la Universidad Michoacana de San Nicolás de Hidalgo Pero como las condiciones en México hicieron su investigación se volviera extremadamente difícil, aprovechó una oportunidad de mudarse a los Estados Unidos en 1944.

## Después de la Guerra
En los Estados Unidos, Blau trabajó en la industria hasta 1948, y hasta 1960 trabajó en la Universidad de Columbia, Laboratorio Nacional de Brookhaven y la Universidad de Miami. En estas instituciones, era la responsable de la aplicación del método fotográfico de detección de partículas en experimentos de alta energía en aceleradores de partículas.
En 1960, Blau regresó a Austria y continuó conducuendo experimentos científicos en el Instituto para la Investigación del Radio (hoy Instituto Stefan Meyer de Física Subatómica) hasta 1964, una vez más, sin paga. Encabezó un grupo de trabajo que analizaba fotografías de pistas de partículas de experimentos en el CERN y supervisó una disertación en este campo. En 1962, recibió el Premio Erwin Schrödinger de la Academia Austríaca de Ciencias, pero un intento de hacerla también miembro correspondiente de la Academia no tuvo éxito.

## Muerte
Marietta Blau murió en Viena debido al cáncer, en 1970. Su enfermedad estaba relacionada con su manejo sin protección de sustancias radioactivas, así como con el que llevaba muchos años siendo fumadora. Ningún obituario sobre su muerte apareció en las publicaciones científicas de la época.

## Legado
En 1950, Cecil Powell recibió el premio Nobel por el desarrollo del método fotográfico para detección de partículas y el descubrimiento del pion por medio del uso de este método.